# Klosterfjorden

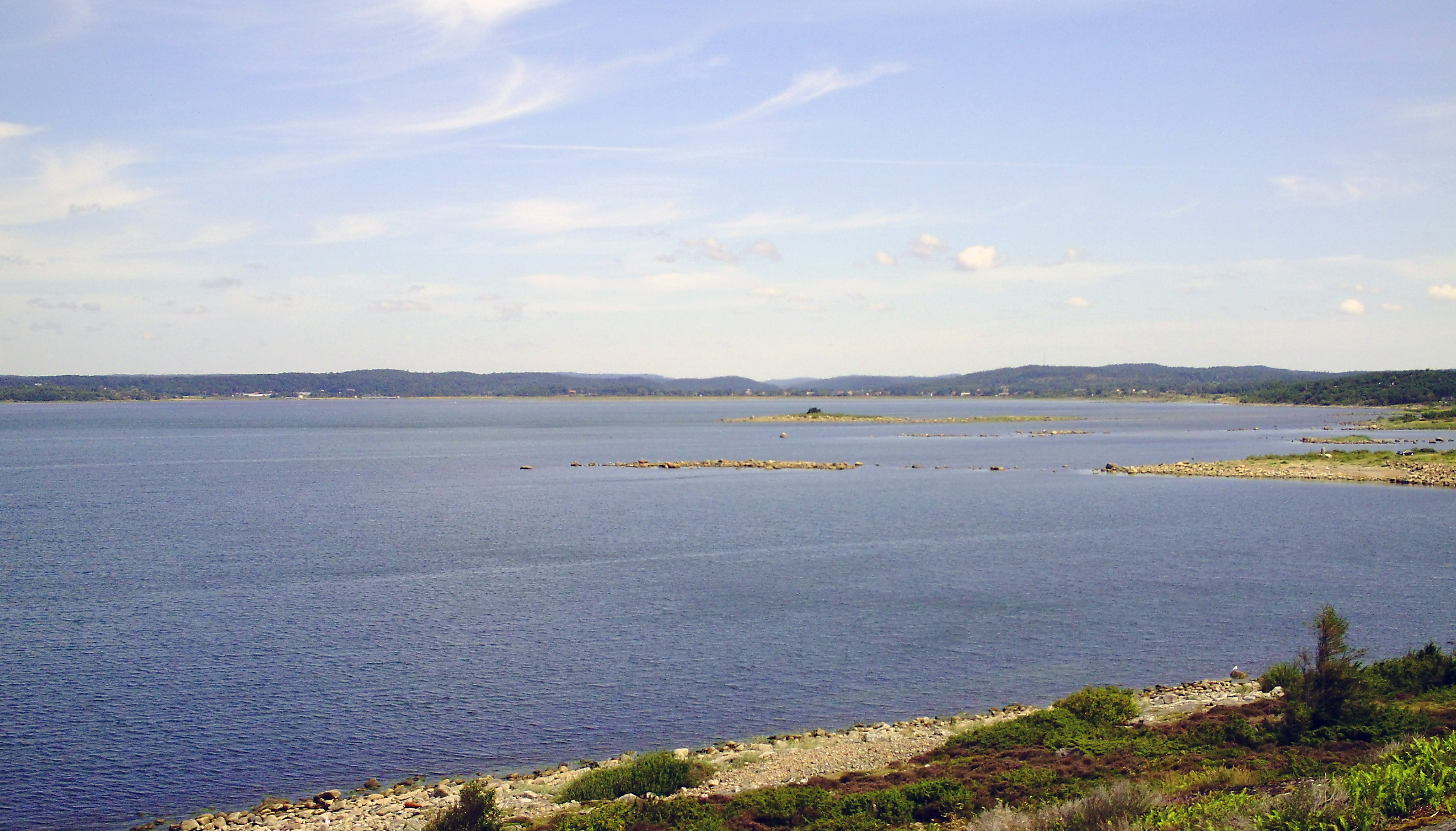
Klosterfjorden, sedd från berget Lerhuvudet på Årnäshalvön.

Klosterfjorden är en fjord i Kattegatt i norra Halland. Fjorden omges av Väröhalvön i norr och Årnäshalvön i söder. Längst in i fjorden ligger småorten Åskloster och ån Viskans utlopp, vilket gör att vattnet i Klosterfjorden ibland är brunfärgat.
Under år 2011 fanns planer om att flytta Varbergs hamn till den norra sidan av Klosterfjorden, men efter stora protester lades planerna ned.